# Anaspis beardsleyi
Anaspis beardsleyi är en skalbaggsart som beskrevs av Liljeblad 1945. Anaspis beardsleyi ingår i släktet Anaspis och familjen ristbaggar. Inga underarter finns listade i Catalogue of Life.